# Crispín d'Olot
José Manuel Ramos Alonso, nascido em La Bañeza a 3 de janeiro de 1971, mais conhecido por Crispín d'Olot, é um jogral dedicado à recuperação da tradição oral e a difusão da literatura medieval, renascimento e barroco em línguas ibero-românicas, utilizando o folclore ou peças literárias que se transformam em canções ou declamações teatrais. Cursou estudos de Filosofia e é diplomado em Divulgação Cultural pela UNED, Desconhece-se a razão do pseudónimo Crispín, a alcunha d’Olot deve-se ao facto de ter sido na localidade catalá de Olot onde começou a jograr, algo típico dos jograres da época.
Iniciou a sua carreira artística em meados dos anos 90 em Barcelona. Experimentou a vida de um jogral itinerante atuando em reconstituições de mercados medievais em Espanha e Portugal. Nos primeiros anos do século XXI, começou a transcender os mercados medievais através de obras musicais e espetáculos jograrescos.

## Discografia
Crispín d'Olot publicou cinco obras musicais que compilam romances e outras peças literárias. A primeira em colaboração com a banda folk 'The mountain Kids' e a seguinte a solo.
- El lago de las damas, com "The mountain Kids" (2002)[5]
- Viva o único! (2005 Dezembro 2019|apelido=León|name=Diario de|idioma=es}}</ref>).
- Versos y bardos, mester traigo ménoto (2012)[7]
- Cantos de zanfoña (2013)[8]
- Romances para Dom Quixote (2019)[1]